# Big Thicket Lake Estates
Big Thicket Lake Estates – jednostka osadnicza w Stanach Zjednoczonych, w stanie Teksas, w hrabstwie Liberty.